# Dendropsophus tritaeniatus
Espèce
Synonymes
- Hyla tritaeniata Bokermann, 1965

Statut de conservation UICN

 LC  : Préoccupation mineure
Dendropsophus tritaeniatus est une espèce d'amphibiens de la famille des Hylidae.

## Répartition
Cette espèce se rencontre jusqu'à 700 m d'altitude, :
- au Brésil au sud de l'État du Mato Grosso et dans le nord de l'État du Mato Grosso do Sul ;
- en Bolivie dans les départements  de Santa Cruz, de Beni et de La Paz.

Sa présence est incertaine au Paraguay.

## Publication originale
- Bokermann, 1965 : Tres novos batraquios da regiao central de Mato Grosso, Brasil (Amphibia, Salientia). Revista Brasileira de Biologia, vol. 25, p. 257-264.